# South Heighton
South Heighton är en civil parish i Storbritannien.   Den ligger i grevskapet East Sussex och riksdelen England, i den södra delen av landet, 80 km söder om huvudstaden London. Antalet invånare är 990. Arean är 8,5 kvadratkilometer.
Terrängen i South Heighton är platt.